# 科卡廖
科卡廖（義大利語：Coccaglio），是意大利布雷西亚省的一个市镇。总面积11平方公里，人口8510人，人口密度773.6人/平方公里（2009年）。国家统计（ISTAT）代码为017056。